# Mistrovství Evropy v zápasu ve volném stylu 2002
Mistrovství Evropy v zápasu ve volném stylu mužů proběhl v Baku (Ázerbájdžán) žen v Seinäjoki (Finsko).

## Muži
| Kategorie | Zlato                     | Stříbro          | Bronz                |
| --------- | ------------------------- | ---------------- | -------------------- |
| 55 kg     | Nazim Əlicanov            | Ghenadie Tulbea  | Alexandr Kontoyev    |
| 60 kg     | Arif Kama                 | Vasyl Fedoryšyn  | Arif Abdullayev      |
| 66 kg     | Zaur Botajev              | Elman Əsgərov    | Nicolae Pâslaru      |
| 74 kg     | Árpád Ritter              | Murad Gajdarov   | Magomed Isagadzhiyev |
| 84 kg     | Sadžid Sadžidov           | Beibulat Musayev | Revaz Mindorašvili   |
| 96 kg     | Kuramagomed Kuramagomedov | Eldar Kurtanydze | Fatih Çakıroğlu      |
| 120 kg    | David Musulbes            | Davit Otiasvili  | Zekeriya Güçlü       |

## Ženy
| Kategorie | Zlato                    | Stříbro           | Bronz               |
| --------- | ------------------------ | ----------------- | ------------------- |
| 48 kg     | Inga Karamčakovová       | Brigitte Wagner   | Angélique Berthenet |
| 51 kg     | Olga Smirnova            | Ida Hellström     | Inesa Rebar         |
| 55 kg     | Tetjana Lazarevová       | Ida-Theres Nerell | Gudrun Annette Høie |
| 59 kg     | Sara Erikssonová         | Monika Michalik   | Christina Oertli    |
| 63 kg     | Małgorzata Bassa-Roguska | Lene Aanes        | Daria Nazarova      |
| 67 kg     | Lise Legrand             | Anita Schätzle    | Anna Shamova        |
| 72 kg     | Svetlana Martinenko      | Nina Englich      | Svitlana Sayenko    |